# The november man
The november man és una pel·lícula de thriller d'acció d'espies del 2014 basada en la novel·la There Are No Spies de Bill Granger, que és la setena entrega de la sèrie de novel·les The November Man, publicada el 1987. Es tracta d'una producció britànicoestatunidenca que és protagonitzada per Pierce Brosnan, Luke Bracey i Olga Kurylenko, amb Bill Smitrovich i Will Patton, amb el guió escrit per Michael Finch i Karl Gajdusek. La pel·lícula està dirigida per Roger Donaldson, que abans va treballar amb Brosnan a Un poble anomenat Dante's Peak. La pel·lícula es va estrenar el 27 d'agost de 2014 als Estats Units. S'ha doblat i subtitulat al català.

## Sinopsi
Peter Devereaux és un veterà i perillós exagent de la CIA, que gaudeix d'unes vacances i porta una vida tranquil·la a Suïssa. De sobte, se li reclama per a una última missió: protegir una testimoni clau per a l'Agència.

## Repartiment
- Pierce Brosnan com a Peter Devereaux
- Luke Bracey com a David Mason
- Olga Kurylenko com a Alice Fournier/Mira Filipova
- Eliza Taylor com a Sarah
- Caterina Scorsone com a Celia
- Bill Smitrovich com a John Hanley
- Will Patton com a Perry Weinstein
- Amila Terzimehić com a Alexa
- Lazar Ristovski com a Arkady Fedorov
- Mediha Musliović com a Natalia Ulanova
- Akie Kotabe com a Meyers
- Patrick Kennedy com a Edgar Simpson
- Miloš Timotijević com a cap de personal de Fedorov
- Dragan Marinković com a Semyon Denisov
- Ben Willens com a Agent Jones
- Tara Jerosimović com a Lucy
- Nina Mrda com a Mira Filipova (15 anys)